# Geografia Majotty

Położenie wyspy

Majotta jest zamorską wspólnotą terytorialną Francji leżącą w północnej części Kanału Mozambickiego, na Oceanie Indyjskim. Ta niewielka wyspa cechuje się średnio urozmaiconym górzystym krajobrazem i tropikalnym klimatem.

## Powierzchnia, położenie i granice
Powierzchnia – 375 km²
Położenie – 12°50'S i 42°50'E. Wyspa Majotta wraz z przybrzeżnymi wysepkami należy do archipelagu Komorów. 
Granice – poprzez wody terytorialne Kanału Mozambickiego, Majotta graniczy od północnego zachodu z Federalną Islamską Republiką Komorów i jest obszarem spornym pomiędzy Francją a Komorami.

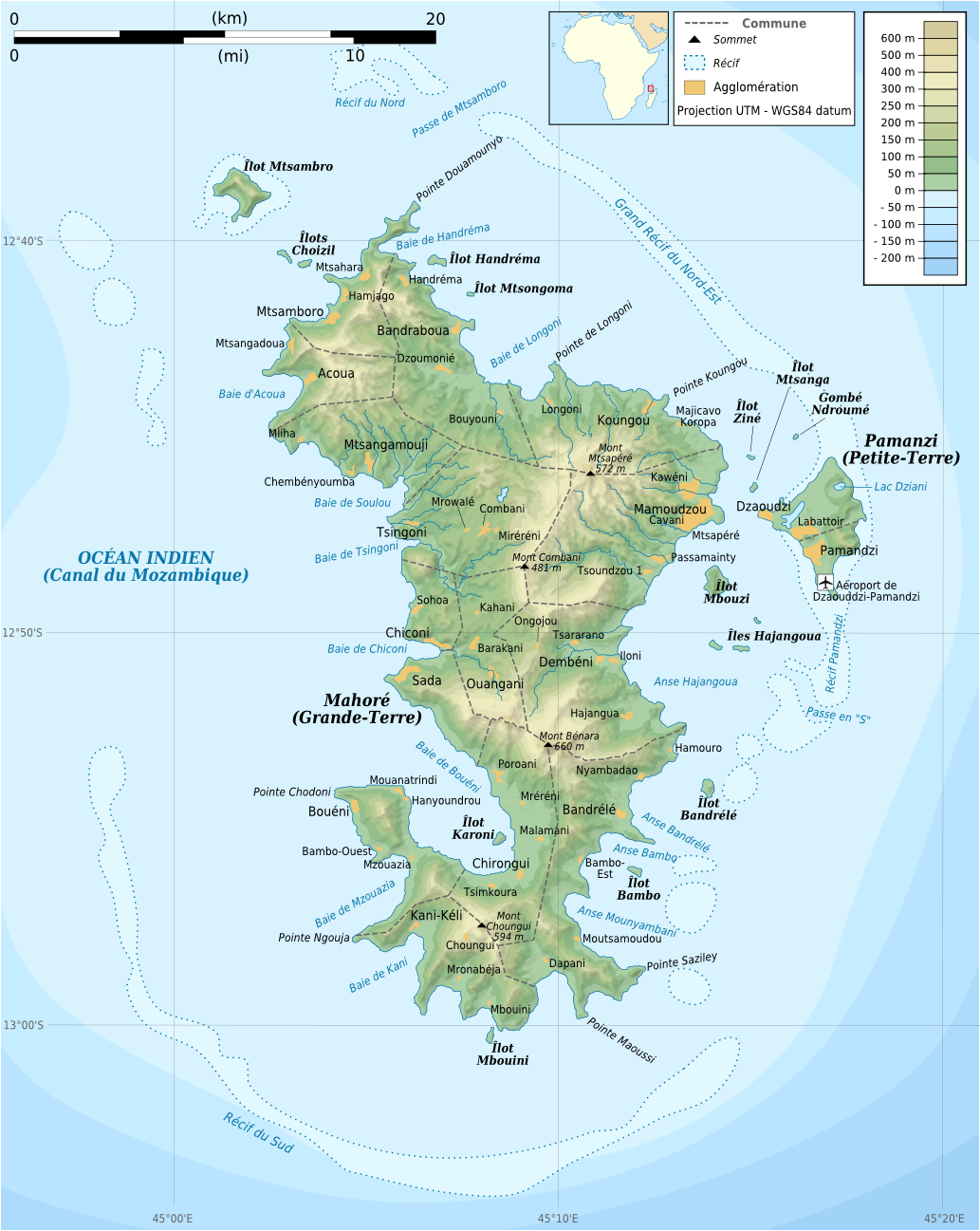
Mapa wyspy

Linia brzegowa – 185 km

## Ukształtowanie poziome i pionowe
W skład Majotty wchodzą: wyspa Majotta, zwana Grande-Terre i Maore, oraz mniejsze wysepki do których należą Pamanzi i Bouzi na wschodzie, M'Bouini na południu, M'Zamboro na południowym wschodzie. Łącznie w skład Majotty wchodzi około 30 wysp. Linia brzegowa jest dobrze rozwinięta, liczne są zatoki i niewielkie skaliste wysepki przybrzeżne. Wybrzeże jest przeważnie skaliste, występują także piaszczyste plaże. Wyspa otoczona jest rafami koralowymi, które oddzielają ją od oceanu laguną. Laguna ta należy do największych na świecie.
Majotta jest wyspą pochodzenia wulkanicznego i stanowi najstarszą część archipelagu Komorów. Wyspę cechuje podobna budowa geologiczna co cały archipelag Komorów, główny udział mają bazalty. Majotta urozmaicona jest niskim, górzystym krajobrazem, gdzie występują stare wygasłe stożki wulkaniczne. Przeciętne wysokości wyspy wynoszą 500–600 m n.p.m. Najwyższy szczyt wyspy Benara wznosi się na 660 m n.p.m. Na wyspie występują równinne tereny urozmaicone szerokimi dolinami, które opadają ku morzu i rozcinają nadmorskie falezy. Główne wzniesienia wyspy to wypreparowane ostańce zbudowane z twardych skał.

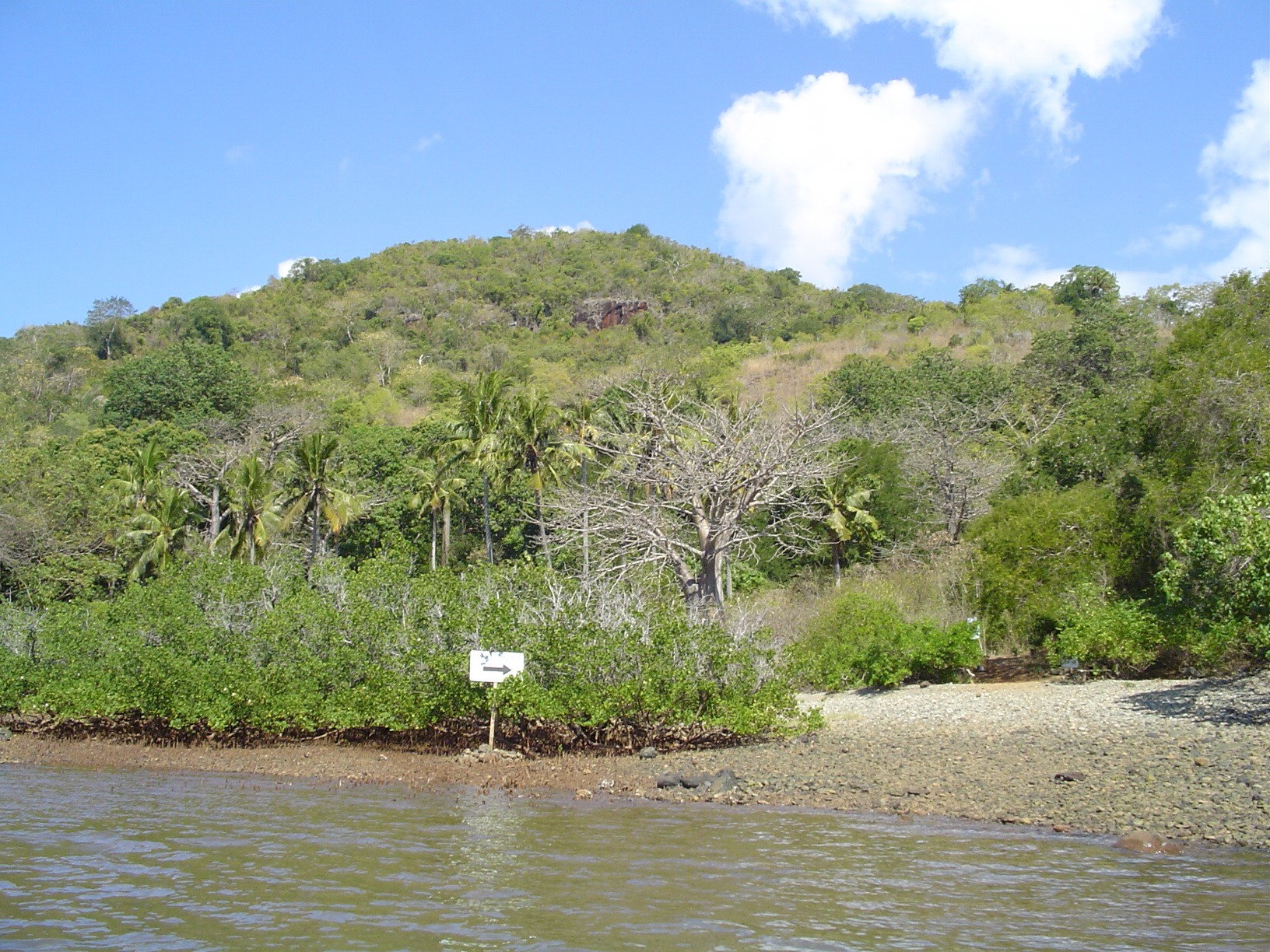
Wybrzeże Majotty

## Klimat
Majotta z racji swojego położenia leży w strefie klimatu podrównikowego wilgotnego. Cechą charakterystyczną jest występowanie dwóch pór roku: deszczowej i suchej, gdzie wpływ na rozkład opadów mają monsuny. Temperatury są typowe dla obszarów okołorównikowych. Średnie wartości wynoszą 24-27 °C. Dobowe amplitudy nie przekraczają 10 °C. Najwyższe wartości osiągają 30-32 °C. Opady są wysokie i wynoszą od 1 000 do 1 500 mm rocznie. Rozłożone są nierównomiernie w ciągu roku, częstym zjawiskiem jest susza. Pora deszczowa trwa do 5-6 miesięcy. W okresie wieloletnim obserwuje się nieregularność opadów.

## Wody
Występuje sieć krótkich cieków wodnych mających postać strumieni. Cieki wodne mają postać okresowe i wzbierają w okresie największych opadów. Na obszarze Majotty leży kilka niewielkich jezior.

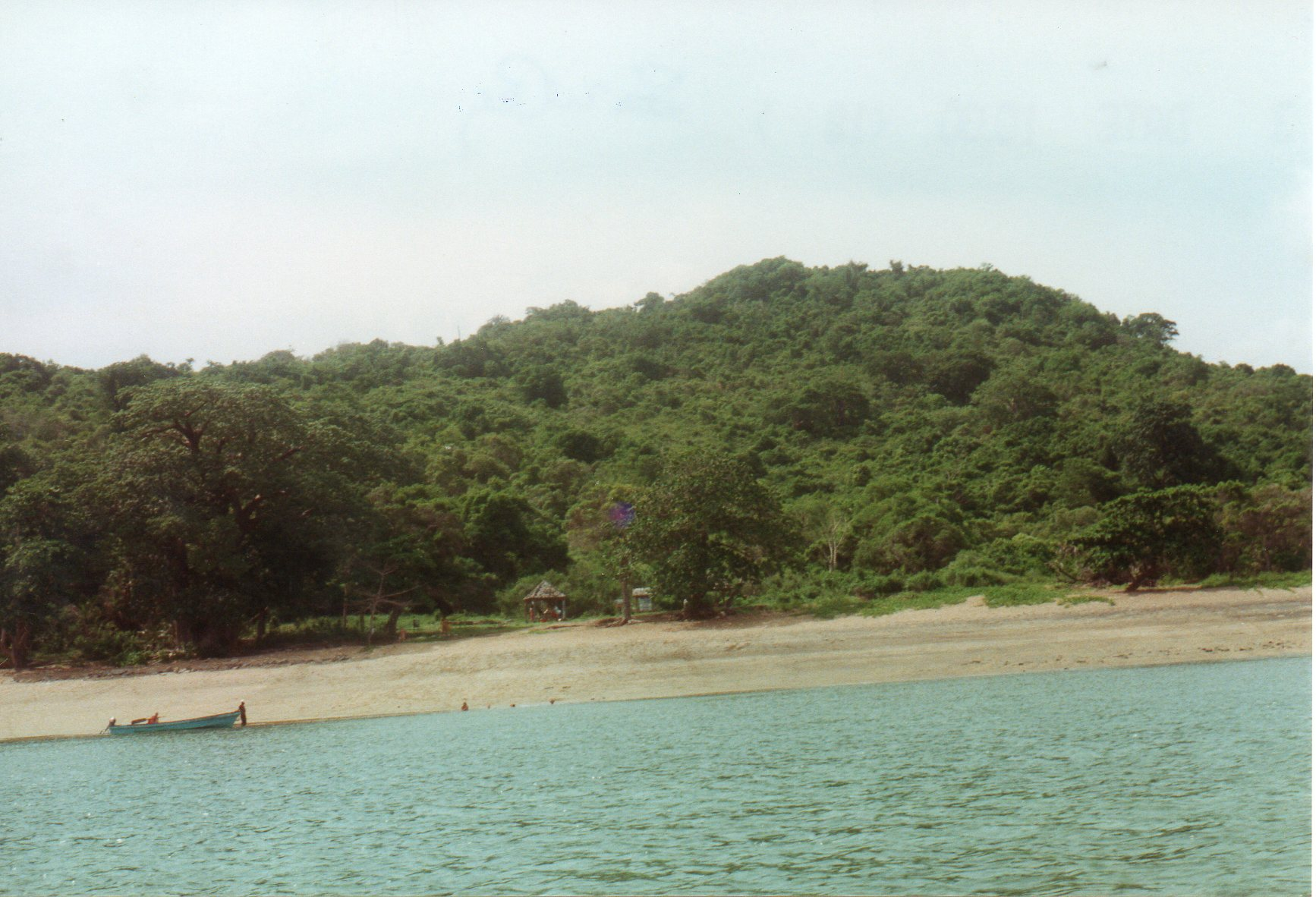
Lasy Majotty

## Gleby
Pokrywa glebowa podobna jest do tej jaka występują na Komorach. Są to przede wszystkim gleby pochodzenia wulkanicznego, które w większości są glebami płytkimi. Miejscami występują także czerwone gleby ferralitowe.

## Flora i fauna
Znaczna część powierzchni wyspy Majotty została przeobrażona przez człowieka. Duży udział mają plantacje różnych roślin drzewiastych i krzewiastych. Naturalną szatę roślinną stanowią lasy tropikalne z gatunkami drzew częściowo i całkowicie tracących liście w porze suchej. Liczne są palmy, głównie kokosowe. Na Majotcie występuje wiele gatunków roślin użytkowych jak wanilia, kawowiec i trzcina cukrowa. Lasy obecnie zajmują około 10% powierzchni kraju. Wokół wysp rosną rafy koralowe.
Świat zwierząt w dużej mierze jest wyniszczony. Fauna należy do madagaskarskiej krainy etiopskiej, gdzie żyje wiele gatunków endemicznych. W lasach żyją małpy i wiele gatunków ptaków, w tym ptaków morskich. Wody przybrzeżne obfitują w skorupiaki i ryby, które są poławiane na potrzeby własne i eksportowe.